# 初恋/グッバイ・アイザック
「初恋/グッバイ・アイザック」（はつこい/～）は、秦基博の14枚目のシングル。

## 解説
- 作詞作曲は秦基博（#1,2）。編曲は亀田誠治（#1）、島田昌典（#2）。
- #1「初恋」の演奏は亀田誠治(ベース)、河村"カースケ"智康（ドラムス）、皆川真人（ピアノ）、名越由貴夫（エレキギター）[1]。
- 初回生産限定盤・期間生産限定盤（アニメ盤）・通常盤の3種類同時発売。
- 初回生産限定盤には、「初恋」「グッバイ・アイザック」のビデオクリップとメイキングを収録したDVD付。
- 期間生産限定盤には、『宇宙兄弟』描き下ろしデジパック仕様。
- 対象店舗で購入すると「秦 基博 手書き歌詞＆コード譜入り特製アナザージャケット」を先着でプレゼントされる。

## 収録曲

### 初回生産限定盤・通常盤
1. 初恋
  - 「マチュピチュ『発見』100年 インカ帝国展 福岡展」公式イメージソング
2. グッバイ・アイザック
  - 読売テレビ･日本テレビ系アニメ『宇宙兄弟』エンディングテーマ
3. やわらかい気配
  - 土岐麻子に作曲提供した楽曲のセルフカバー。
4. 初恋(backing track)
5. グッバイ・アイザック(backing track)

### 期間生産限定盤
1. グッバイ・アイザック
2. 初恋
3. やわらかい気配
4. グッバイ・アイザック(anime ver.)
5. グッバイ・アイザック(backing track)
6. 初恋(backing track)

## 初回特典DVD収録内容
1. 「初恋」Music Video
2. 「グッバイ・アイザック」Music Video
3. メイキング